# James W. Nye
James Warren Nye(10 de junio de 1815- 25 de diciembre de 1876) fue un Senador de los Estados Unidos por Nevada y el primer y único gobernador del Territorio de Nevada.

## Biografía
James W. Nye nació en DeRuyter (Nueva York), asistió a escuelas públicas y a la Academia Homer, en Homer (Nueva York); estudió Derecho en Troy, también en Nueva York, fue admitido en el Colegio de abogados y ejerció en el condado de Madison.
Nye fue fiscal de distrito en 1839 y sirvió como juez del condado de Madison desde 1840 hasta 1848. Fue candidato infructuoso del partido Free-Soiler en las elecciones al trigésimo Congreso en 1846, y fue el primer presidente de la policía metropolitana de la ciudad de Nueva York, desempeñando el cargo desde 1857 hasta 1860. 
En 1861, Nye fue nombrado Governador del recién creado Territorio de Nevada por el presidente Abraham Lincoln; hasta la admisión de Nevada como un estado dentro de la Unión en 1864, fue elegido como republicano en el Senado de Estados Unidos; fue reelegido en 1867 y sirvió desde el 16 de diciembre de 1864 hasta el 3 de marzo de 1873. No volvió a ser reelegido. Mientras ejerció en el Senado, Nye fue presidente del Comité de Inscripción de Proyectos de Ley (trigésimo noveno Congreso) y miembro de los Comités de Demandas Revolucionarias (cuadragésimo Congreso) y Territorios (cuadragésimo primero Congreso).
Murió en White Plains (Nueva York) en 1876 y fue enterrado en el cementerio Woodlawn (ciudad de Nueva York).
El condado de Nye el mayor condado del estado de Nevada (y tercero en extensión de los Estados Unidos continentales), se llama así en su honor.